# Dermatosis pustulosa erosiva del cuero cabelludo
La dermatitis pustulosa erosiva del cuero cabelludo es una rara enfermedad de la piel de causa desconocida que afecta al cuero cabelludo, provocando alopecia o calvicie. La primera descripción fue realizada en el año 1979, habiéndose informado únicamente de unos 40 casos a nivel mundial. Se caracteriza por la aparición de pústulas, costras y reacción inflamatoria en el cuero cabelludo, pero sin que existe ninguna infección que justifique el cuadro. Es más frecuente en mujeres y a partir de los 70 años y suele provocar atrofia de la piel y alopecia cicatricial por destrucción del folículo piloso. Se ha comprobado que existen varios factores que pueden actuar como desencadenantes, entre ellos el herpes zóster y las queratosis actínicas del cuero cabelludo. En ocasiones es difícil distinguirla de la tinea capitis, siendo preciso realizar cultivos que son reiteradamente negativos en la dermatitis pustulosa erosiva y positivos para diferentes especies de hongos en la tinea capitis.